# Jordskivlav
Jordskivlav (Buellia epigaea) är en lavart som först beskrevs av Franz Georg Hoffmann, och fick sitt nu gällande namn av Edward Tuckerman 1872. Jordskivlav ingår i släktet Buellia och familjen Caliciaceae.  Arten är reproducerande i Sverige. Inga underarter finns listade i Catalogue of Life.